# 노예 12년
《노예 12년》(영어: 12 Years a Slave)은 2013년 개봉한 드라마 영화이다. 영국과 미국이 만든 역사 드라마로, 1841년 워싱턴 D.C.에서 납치되어 노예로 팔린 솔로몬 노섭이 1853년에 쓴 동명의 회고록인《노예 12년》을 각색한 영화이다. 스티브 매퀸 감독의 3번째 영화로, 존 리들리가 각색하였다. 치웨텔 에지오포가 주인공 솔로몬 노섭을 맡으며 마이클 패스벤더, 베네딕트 컴버배치, 폴 다노, 폴 지어마티, 루피타 뇽오, 세라 폴슨, 브래드 피트, 앨프리 우더드 등이 조연을 맡았다. 촬영은 루이지애나주의 뉴올리언스에서 2012년 6월 27일에서 8월 13일까지 2천만 달러의 제작비로 이루어졌다.
영화가 개봉된 이후 평단에서 올해의 최고 영화라는 찬사가 이어졌다. 2014년 1월 12일에 개최된 71회 골든 글로브상 시상식에서 드라마부문 작품상을 받았으며, 같은 해 2월 16일에 열린 67회 영국 아카데미 시상식에서는 작품상과 남우주연상을, 3월 2일에 개최된 86회 미국 아카데미 시상식에서는 작품상과 여우조연상, 각색상 등 3관왕을 차지하였으며 9개 부문에 지명되었다.

## 줄거리
1841년, 솔로몬 노섭은 뉴욕주 새러토가 스프링스에서 아내와 어린 두 자녀와 함께 살면서 숙련된 목수일과 바이올린 연주도 하는 자유흑인이다. 어느날 두 남성이 노섭에게 서커스에서 2주간의 연주제의를 하면서 접근한다. 그들은 노섭과 여행을 하며 지내다 축하하는 자리에서 마취시킨다. 노섭이 마취에서 깨어났을 때 자신이 쇠사슬에 묶여있다는 것과 곧 노예로 팔릴 것이라는 것을 알게 된다. 두 남자들은 인신매매를 하는 자들이었던 것인데, 실제로 미국에서는 노예해방령에 의해 노예제도가 없어진 후에도 흑인들을 납치하여 인신매매하는 일들이 있었다. 그 예가 솔로몬 노섭과 농학자 조지 워싱턴 카버의 어머니, 메리이다.
노섭은 뉴올리언스로 배에 태워 보내지고 조지아주에서 도망친 노예의 신분으로 "플랫"이라는 새로운 이름을 갖게 된다. 노섭은 끊임없이 구타를 당하며 나날을 보낸다. 마침내 완고하고 인정이라고는 없는 상류층 노예상인인 데오필러스 프리먼에 의해 농장을 소유한 윌리엄 포드에게 팔린다. 노섭은 상대적으로 인정많은 주인인 포드와 관계를 잘 유지한다. 노섭은 통나무들을 신속하고 효율적인 비용으로 운반시키는 수로를 만들고 포드는 그에 대한 보답으로 바이올린을 선물한다. 인종차별주의자인 목수 존 티비츠는 못마땅하게 생각하고 노섭을 괴롭히기 시작한다. 노섭이 주인인 포드에게 사랑을 받는 것 같은 모습이 못마땅스러운 것이다. 티비츠에게 노섭은 노예일 뿐 인간으로서 대접받을 대상은 아니기 때문이다.
티비츠와 노섭사이의 긴장감은 증대되면서 티비츠는 노섭을 공격하고 노섭은 반격한다. 티비츠와 그의 친구들은 보복으로 린치를 시도한다. 티비츠 일행은 노섭을 올가미로 묶어 나무에 매단다. 농장 주임은 노섭이 포드의 소유물임을 이유로 티비츠 일행을 내쫓는다. 그러나 아무도 노섭을 올가미에서 풀어주지 않는다. 결국 포드가 올가미를 잘라주고 총기를 비치한 그의 집에서 보호를 받는 형편에 이른다. 포드는 노섭이 목숨을 부지하기 위해서는 에드윈 앱스에게 보내져야 한다고 설명한다. 노섭은 자신이 노예가 아닌 자유흑인이라는 것을 설명하면서 포드를 설득한다. 포드는 "어쩔 수 없다"라고 말하면서 노섭을 사오기위해 "갚아야 할 빚이 있는" 자신이 처지를 얘기한다. 노섭에게 호의적인 모습으로 비춰지는 포드이지만, 결국은 그도 노예제도를 아무 문제없이 받아들이는 주인임이 드러난다.
앱스는 그가 소유한 노예들을 학대하는 권리는 성서가 허락한 것이라고 믿고 성서의 여러구절을 자주 읽어준다. 그리고 이른바 노예의 운명이라는 것과 신성한 처벌이라는 것을 받아들이라고 노예들을 설득한다. 실제로 미국 남부의 기독교인들은 성서는 정확하고 오류가 없는 하나님의 말씀이므로 문자 그대로 읽어야 한다고 믿는 근본주의 또는 기독교 근본주의자들이었다. 그래서 미국 남부의 기독교인들은 성서에 노예들이 나온다는 사실에 근거하여 노예제도는 성서가 허락한 것이라고 믿었다. 심지어는 계약기간이 끝나면 다른 직장으로 옮겨야 하는 고용이 불안정한 자본주의 사회의 임금노동자들보다 노예들의 처지가 낫다는 논리까지 가지고 있었다. 물론 이들의 진심은 노예가 없으면 농장에서 농사를 지을 수 없어 남부경제가 무너지기 때문에 노예제도가 계속 있어야 한다는 것이었다.
또한 앱스는 노예 한사람당 매일 적어도 200파운드 이상의 목화를 수확하지 않으면 매질을 당할 것이라 윽박지른다. 젊은 여자 노예 팻시가 매일 500파운드 이상을 수확하자 앱스는 침이 마르도록 칭찬을 한다. 또한 젊은 여성인 팻시에게 욕정을 드러낸다. 앱스의 아내는 남편이 팻시에게 관심을 보이자 시기하여 앱스가 그녀에게 팻시를 몸종으로 붙여준다는 공표를 한 이후로 틈만 나면 팻시를 난폭하게 학대한다. 앱스는 반복해서 팻시를 성폭행하고 그녀는 노섭에게 자살할 수 있게 도와달라고 요청한다. 그러나 노섭은 거절한다.
목화벌레가 급증하자, 앱스는 새로온 노예들때문에 하나님이 내린 벌이라고 판단한다. 앱스는 남은 수확시기동안 노예들을 인근의 설탕농장에 임대한다. 설탕농장에서 일하는 동안 노섭은 농장주의 신임을 얻어 농장주의 결혼기념일 축하때 바이올린을 연주할 수 있도록 허락해주고 대가로 벌어들인 것도 가지도록 해준다.
앱스에게 돌아온 후, 솔로몬 노섭은 친분을 쌓은 감독관 출신 백인노동자에게 그 돈을 주고 뉴욕에 있는 자기 친구들에게 편지를 보내려 한다. 백인노동자는 편지를 갖다주겠다고 약속지만, 돈만 받고 노섭을 배신한다. 백인노동자는 앱스에게 솔로몬 노섭이 편지를 전해달라고 부탁했음을 고발한다. 앱스에게 위협을 받은 노섭은 백인노동자의 밀고가 거짓이라고 주장하여 가까스로 앱스를 안심시킨다. 노섭은 눈물을 머금고 그의 자유에로의 유일한 희망이었던 편지를 불태운다.
어느날, 앱스는 농장에서 팻시가 사라진것을 알게되어 격노한다. 그녀는 돌아와서 앱스의 아내가 씻기를 원하는 그녀에게 비누를 주지않아 비누를 구하기 위해 나갔었다고 말한다. 앱스는 아내의 독려로 팻시에게 옷을 벗으라고 명령하고 그녀를 기둥에 묶는다. 앱스는 노섭에게 팻시를 채찍질을 가하도록 시킨다. 노섭은 마지못해 시키는대로 하지만 더이상의 심한 형벌에 반대한다. 앱스는 노섭에게서 채찍을 빼앗은 다음 "피범벅"이 될때까지 매질을 계속한다.
팻시가 회복되고 노섭은 캐나다 출신의 목수 베스와 전망대 건설작업을 시작한다. 배스는 노예제도에 대한 반대의견을 내어 앱스의 불만을 사지만, 이로 인해 노섭은 자신이 납치당한 이야기를 배스에게 털어놓을 수 있다는 믿음을 준다. 다시 한 번 노섭은 새러토가 스프링스로 편지를 보내달라는 도움을 청한다. 베스는 너무 위험하다며 처음에는 주저하였으나 마침내 편지를 전해주기로 한다.
일행 한 명과 마차에 탄 지역보안관이 예고없이 노섭을 찾아온다. 보안관은 노섭이 뉴욕에서 온 것이 맞는지 사실관계를 확인하기 위해 여러 가지 질문을 한다. 노섭은 보안관과 동행한 사람이 사라토가에서 그가 알고 지내던 상점주인이라는 것을 알아챈다. 그는 노섭을 해방시키기 위해 달려왔고 둘은 얼싸안는다. 앱스는 노섭이 자신의 노예라고 주장한다. 노섭을 보내지 않겠다고 소리를 지른다. 그러나 노섭은 팻시와의 마지막 포옹을 나눈 후 그녀의 슬픔을 뒤로 한 채 떠난다.
12년간의 노예생활 끝에, 노섭은 자유를 되찾고 그의 가족의 품으로 되돌아 온다. 엔딩자막에는 노섭이 그를 납치한 사람들을 법정에 세우기는 했지만 유죄를 입증하는 것은 실패했다는 것을 보여준다. 1853년, 노섭은 '노예 12년'이라는 제목으로 책을 발간한다. 노섭의 죽음까지 자세히 묘사되어있고 그의 무덤은 알려지지 않고 있다.

## 인물 성향
솔로몬 노섭
솔로몬 노섭은 자유를 갈망하는 인물이다. 그러나 노예로 살아가는 그의 삶에는 여러 가지 성향변화가 존재한다. 처음 노예가 되고나서 솔로몬 노섭은 자유인이 되기 위해 싸워야 한다는 생각을 한다. 노예제도에 직접적으로 맞서싸우려 하는 것이다. 그러나 시간이 지나면서 솔로몬 노섭은 노예제도에 순응해간다. 물론 그가 자유신분임을 잊지는 않지만, 주인에게 잘보여 노예에서 벗어나려한다. 당연히 쟁취하려했던 자유라는 권리를 나중에는 주인에게 의존하여 얻어내려한다는 점에서 이 영화는 솔로몬 노섭이 노예제도에 어느정도 순응할 수 밖에 없는 상황에 놓인 인물임을 보여준다.
팻시
목화따는 일에 열심히인 여자노예이다. 주인에게 충성을 다하고 일도 열심히한다.
포드
솔로몬 노섭이 노예가 된 후 맞이하는 첫 주인. 자상하고 신사적으로 노예들을 대한다. 하지만 '노예'는 '노예'일 뿐이라는 사고방식은 여타 다른 사람들과 다르지 않다. 노예들에게 성경을 읽어주고 깨우쳐주려 하는 모습을 보인다. 그러나 노예제도 자체에 순응하고 있는 인물이다.
앱스
솔로몬 노섭이 노예가 된 후 맞이하는 두번째 주인. 노예는 물건이라고 생각하며, 노예에 대한 인간적인 애정이 없다. 노예는 소유물이므로 마음대로 활용하고 착취하고 폭력을 가해도 된다고 생각한다. 노예제도 하의 전형적인 '주인'의 모습을 보여주는 단선적인 인물이다.
배스
'엡스'의 주문으로 정자 짓는 일을 하게 된 '베스'는 비인간적인 작업 환경에 불만을 가지고, 노예제의 부당함을 주장한다. 백인과 흑인은 동등하며 노예제는 나라를 지배하는 끔찍한 병이라고 생각하지만, 이는 '엡스'에게 털끝만큼도 와 닿지 않는다. 하지만 솔로몬 노섭이 다시 자유인으로 돌아가는 데에 결정적인 역할을 하는 인물이다.

## 배역
- 치웨텔 에지오포 - 솔로몬 노섭 역
- 마이클 패스벤더 - 에드윈 엡스 역
- 루피타 뇽오 - 팻시 역
- 세라 폴슨 - 메리 엡스 역
- 베네딕트 컴버배치 - 윌리엄 포드 역
- 브래드 피트 - 새뮤얼 배스 역
- 폴 다노 - 존 티비츠 역
- 아데페로 오두예 - 일라이자 역
- 폴 지어마티 - 시오필러스 프리먼 역
- 개릿 딜러헌트 - 암즈비
- 스쿠트 맥네리 - 브라운 역
- 태런 킬럼 - 해밀턴 역
- 크리스 초크 - 클레먼스 레이 역
- 마이클 K. 윌리엄스 - 로버트 역
- 리자 J. 베넷 - 포드 여사
- 켈시 스콧 - 앤 노섭 역
- 앨프리 우더드 - 해리엇 쇼 여사 역
- 쿼벤저네이 월리스 - 마거릿 노섭 역
  - 데빈 A. 타일러 - 성년이 된 마거릿 역
- 캐머런 지글러 - 알론조 노섭 역
- 루스 네가 - 셀레스트 역 (삭제 장면)

## 한국어 더빙 성우진(KBS)
- 홍진욱 - 솔로몬(치웨텔 에지오포)
- 양석정 - 앱스(마이클 패스벤더)
- 김승준 - 배스(브래드 피트)
- 장민혁 - 포드(베네딕트 컴버배치)
- 강희선 - 앱스 부인(세라 폴슨)
- 이재용 - 파커(롭 스테인버그)
- 곽윤상 - 프리먼(폴 지어마티)
- 심승한 - 존(크레이그 테이트)
- 배영규 - 티비츠(폴 다노)
- 권창욱 - 버치(크리스토퍼 베리)
- 공경은 - 일라이자(아데페로 오두예)
- 이영미 - 팻시(루피타 뇽오)

## 반응
대한민국 내의 개봉시기와 동일한 2014년 2월에 세상에 알려진 신안군 염전 섬노예 사건과 매우 유사하다는 평가를 받고 있다. 타의에 의해 타지방으로 끌려가서 인권을 유린당하고 장기간 강제로 노동,착취를 당한 점, 그리고 편지를 통해 구출을 요청한 점, 또한 외부지역의 기관으로부터 도움을 받아 노예 생활을 탈출 했다는 점등이 매우 유사하다는 평가를 받았다.

## 같이 보기
- 솔로몬 노섭
- 신안군 염전 섬노예 사건